# Сен-Санс, Камиль

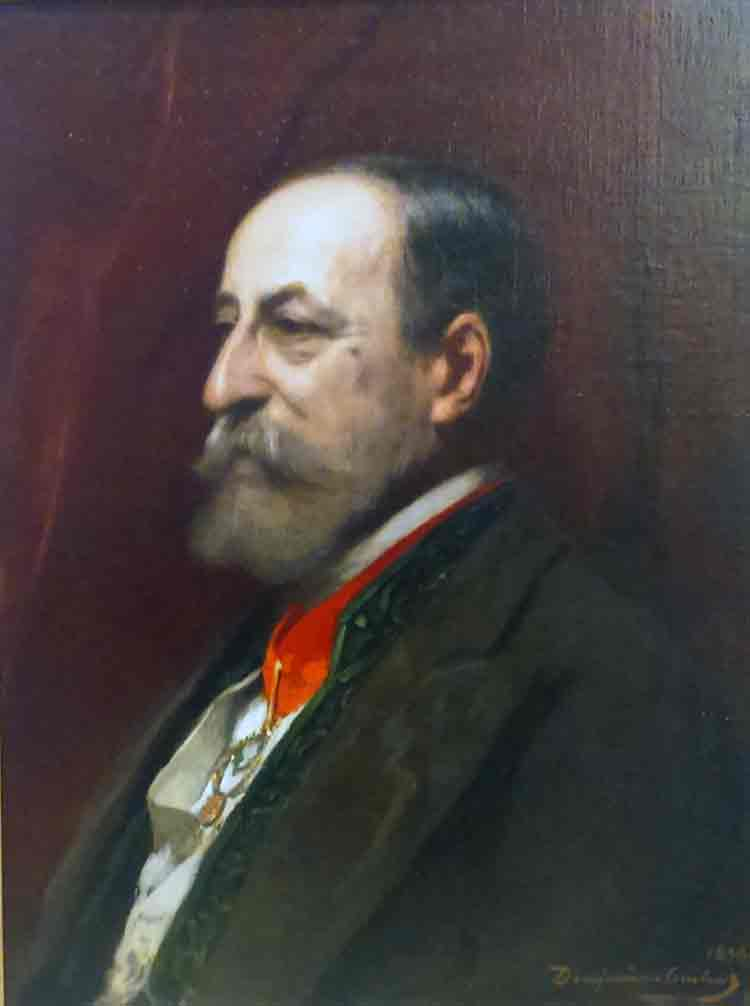
Портрет Камиля Сен-Санса. Бенжамен-Констан, 1898 г.

Шарль Ками́ль Сен-Са́нс (фр. Charles Camille Saint-Saëns [ʃaʁl kamij sɛ̃sɑ̃(s)]; 9 октября 1835[…], XI округ Парижа, Июльская монархия — 16 декабря 1921[…], Алжир, Департамент Алжир, Третья французская республика) — французский композитор, пианист, органист, дирижёр, музыкальный писатель и общественный деятель, педагог.
Сен-Санс сочинял во всех современных ему музыкальных жанрах. Наиболее часто исполняемыми сочинениями, в частности, являются сюита «Карнавал животных» (1887), Интродукция и рондо каприччиозо для скрипки с оркестром (1863), Второй фортепианный концерт (1868), симфоническая поэма «Пляска смерти» (1874), опера «Самсон и Далила» (1877).

## Биография
Родился в Париже. Отец композитора — Виктор Сен-Санс был нормандец и служил в Министерстве внутренних дел, его жена была родом из Верхней Марны. Камиль родился на улице Жардине в шестом округе Парижа и был крещён в близлежащей церкви Сен-Сюльпис. Менее чем через два месяца после крещения Виктор Сен-Санс умер от чахотки в первую годовщину своего брака. Маленького Камиля увезли из города, чтобы укрепить его здоровье, и в течение двух лет он жил с няней в 29 километрах к югу от Парижа в местечке Корбей. Когда Сен-Санс вернулся в Париж, его воспитанием занимались мать и двоюродная бабушка, Шарлотта Массон. Прежде чем Камилю исполнилось три года, у него обнаружился абсолютный слух. Основам пианизма его обучала двоюродная бабушка, затем приятельница его матери Пальмира Гранже, которой посвящено первое произведение Сен-Санса — сочинённый в возрасте пяти с половиной лет романс «Вечер» на стихи Марселины Деборд-Вальмор. В возрасте семи лет Сен-Санс стал учеником Камиля Стамати, бывшего ученика Фридриха Калькбреннера.
С пятилетнего возраста Камиль изредка выступал перед небольшой аудиторией, но его мать не торопилась показывать исключительно одарённого ребёнка широкой публике, так что полноценный дебют юного пианиста состоялся в десятилетнем возрасте, в зале Плейель, с программой, которая включала 15-й концерт (K450) Вольфганга Амадея Моцарта и Третий концерт Бетховена. Концерт прошёл с большим успехом, усилившимся благодаря тому, что Сен-Санс играл программу на память (что было нехарактерно для этой эпохи). Камиль Стамати рекомендовал Сен-Санса профессору композиции Пьеру Мальдану, которого Сен-Санс позднее назовёт «непревзойдённым учителем», и органисту Александру Пьеру Франсуа Боэли. Именно Боэли привил Сен-Сансу любовь к музыке Баха, который был тогда малоизвестен во Франции. Помимо музыки юный Сен-Санс живо интересовался французской историей, литературой, философией, религией, древними языками и естественными науками — математикой, астрономией и археологией. Свой интерес к ним он сохранил в течение всей своей жизни.
В 1848 году, в возрасте всего лишь 13 лет, поступил в Парижскую консерваторию. Директор, Даниэль Обер, занявший пост в 1842 году, после Луиджи Керубини, привнёс положительные изменения в режим обучения, хотя учебный план оставался весьма консервативным. Студентам, даже таким выдающимся пианистам, как Сен-Сансу, было предложено получить вторую специализацию органиста, поскольку карьера церковного органиста давала больше возможностей, чем карьера пианиста. Его учителем по органу был профессор Франсуа Бенуа, которого Сен-Санс считал посредственным органистом, но первоклассным педагогом. Среди учеников Бенуа были Адольф Адан, Сезар Франк, Шарль Алькан и Жорж Бизе. В 1851 году Сен-Санс выиграл главный приз консерватории для органистов, и в том же году он начал обучение композиции. Его профессором был протеже Керубини — Фроманталь Галеви, среди учеников которого числились Шарль Гуно и Жорж Бизе.
Из студенческих сочинений Сен-Санса примечательна Симфония A-dur, написанная в 1850 году. В 1852 году Сен-Санс участвовал в конкурсе на Римскую музыкальную премию, но безуспешно. Обер считал, что приз должен был получить Сен-Санс как музыкант, имеющий больший потенциал, чем победитель Леонс Коэн. В том же году Сен-Санс имел большой успех в конкурсе, организованном Обществом Святой Цецилии в Париже, где исполнялась его «Ода Святой Цецилии», за которую судьи единогласно присвоили Сен-Сансу первый приз.

### Раннее творчество
По окончании консерватории в 1853 году, Сен-Санс принял должность органиста в древнем парижском храме Сен-Мерри, находящемся недалеко от городской ратуши. Приход был значительным и включал около 26 000 прихожан; обычно в год проходило более чем двести свадеб, на которых взималась плата для органиста. Также существовала плата за услуги органиста на похоронах, и всё это вместе со скромной базовой стипендией давало Сен-Сансу хороший доход. Орган, созданный Франсуа-Анри Клико, был сильно повреждён в период после Великой французской революции и недостаточно хорошо восстановлен. Инструмент был приемлемым для церковных служб, но не для пышных концертов, которые устраивались во многих парижских церквях.
Большое количество свободного времени позволяло Сен-Сансу не только продолжать карьеру пианиста и композитора, но и написать произведение, ставшее его ор.2 — Симфонию № 1 Es-dur (1853). Это произведение, с военными фанфарами и расширенной духовой и ударной группой, было близко вкусам и настроениям публики того времени: времени прихода к власти Наполеона III и восстановления французской империи. Симфония принесла композитору ещё один первый приз от Общества Святой Цецилии. Среди музыкантов, которые сразу заметили талант Сен-Санса, были композиторы Джоаккино Россини, Гектор Берлиоз и Ференц Лист, а также известная певица Полина Виардо. Все они поддерживали композитора в его творчестве. В начале 1858 Камиль Сен-Санс перешёл из Сен-Мерри на пост органиста церкви Св. Магдалины, официальной церкви Империи. Впервые тогда услышав игру Сен-Санса на органе, Лист объявил его величайшим органистом в мире.
Хотя в последующей жизни он слыл музыкальным консерватором, в 1850-х годах Сен-Санс поддерживал и поощрял наиболее современную музыку, в том числе Листа, Роберта Шумана и Вагнера. В отличие от многих французских композиторов своего и последующего поколения, Сен-Санс со всем своим увлечением и знанием опер Вагнера не попал под его влияние в своих собственных композициях. Он говорил: «Я глубоко восхищаюсь произведениями Рихарда Вагнера, несмотря на их причудливый характер. Они превосходят мощью, и этого достаточно для меня. Но я никогда не был и никогда не буду в вагнеровской религии».

### 1860-е годы
В 1861 году Сен-Санса приняли только на должность преподавателя в École de Musique Classique et Religieuse в Париже, созданного Луи Нидермейером в 1853 году для подготовки первоклассных органистов и хормейстеров для церквей Франции. Сам Нидермейер был профессором фортепиано; когда он умер в марте 1861 года, Сен-Санса назначили на должность профессора по классу фортепиано. Он шокировал некоторых своих более строгих коллег тем, что внедрял в процесс обучения современную музыку, в том числе произведения Шумана, Листа и Вагнера. Его самый известный ученик, Габриэль Форе, вспоминал в старости: «Он открыл нам эти произведения мастеров, которые были нам недоступны из-за строгого классического характера нашей программы обучения, кроме того, эти произведения были едва известны в те далёкие годы. <…> Тогда мне было 15 или 16, и с этого времени начинается моя почти сыновья привязанность <…> огромное восхищение, непрекращающаяся благодарность ему на протяжении всей моей жизни».
В это же время Сен-Санс начал сочинять сюиту «Карнавал животных», которую он предполагал исполнить вместе со своими учениками, но закончил её лишь в 1886 году, более чем через 20 лет после того, как покинул школу Нидермейера.
В 1864 году многие в музыкальных кругах были озадачены решением Сен-Санса снова участвовать в конкурсе на Римскую премию, поскольку к этому времени он уже имел прочную репутацию солиста и композитора. Но и на этот раз его ждала неудача. Берлиоз, который был одним из судей, писал: «Мы дали Римскую премию молодому человеку, который не ожидал, что выиграет, и чуть не сошёл с ума от радости. Мы все ожидали, что приз достанется Камилю Сен-Сансу. Признаюсь, я сожалел, что голосовал против человека, который действительно является великим артистом, к тому же хорошо известным, практически знаменитым. Но другой конкурсант, будучи ещё студентом, имеет внутренний огонь, вдохновение, он
чувствует, что может сделать то, что другие не могут… Так что я голосовал за него, вздыхая при мысли о несчастье, которое принесёт Сен-Сансу этот проигрыш. Но, что ж, надо быть честным». По поводу этого эпизода есть известное высказывание Берлиоза о Сен-Сансе: «Он знает всё, но ему не хватает неопытности». Победитель конкурса на Римскую премию 1864 года Виктор Зиг в своей карьере не достиг ничего более значительного, чем эта победа. Биограф Сен-Санса Брайан Риз полагает, что судьи могли «искать у него (Виктора Зига) признаки гениальности, считая, что Сен-Санс уже достиг своей вершины мастерства».

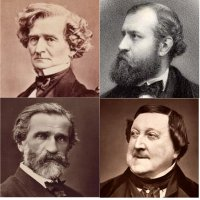
По часовой стрелке сверху и слева: Г. Берлиоз, Ш. Гуно, Д. Россини, Д. Верди

После того, как Сен-Санс в 1865 году покинул школу Нидермейера, он с большим упорством продолжил карьеру пианиста и композитора. В 1867 году его кантата «Свадьба Прометея» выиграла приз музыкального конкурса, приуроченного к проведению парижской Всемирной выставки 1867 года. В жюри конкурса вошли Обер, Берлиоз, Гуно, Россини и Верди. В 1868 году состоялась премьера первой из его оркестровых работ, занявших прочное место в пианистическом репертуаре — Второго фортепианного концерта. Исполняя это и другие произведения, он стал известной фигурой в музыкальной жизни Парижа и других городов Франции, а также за рубежом в течение 1860-х годов.

### 1870-е годы
В 1870-х годах Сен-Санс начинает выступать как критик. Его публикации (не только на музыкальные темы), написанные живым, красочным языком и отмеченные мастерством ведения полемики с оппонентами (среди которых был, в частности, Венсан д’Энди), пользовались у читателей большой популярностью. После посещения Байрёйтского фестиваля в 1876 году Сен-Санс написал семь обширных статей, посвящённых творчеству Вагнера.
В 1870 году обеспокоенность в связи с господством немецкой музыки и отсутствием возможностей для молодых французских композиторов, подтолкнули Сен-Санса и профессора вокала Ромена Бюссина обсудить вопросы основания общества для продвижения новой французской музыки. Но франко-прусская война прервала их планы. Во время войны Сен-Санс служил в Национальной гвардии. Ему посчастливилось избежать временной эмиграции в Англию. С помощью Джорджа Гроува и других композитор смог зарабатывать в то время, давая концерты. Возвратившись в Париж в 1871 году, Сен-Санс обнаружил, что антинемецкие настроения широко распространились и появилось много сторонников создания французского музыкального общества. Национальное музыкальное общество было создано в феврале 1871 года с Бюссином в качестве президента, Сен-Сансом как вице-президентом и Форе, Франком, Массне среди учредителей. Общество ставило своей задачей развитие современной французской музыки и исполнение сочинений ныне живущих композиторов.
В 1871 году состоялись первые концерты Сен-Санса в Лондоне: он играл в присутствии королевы Виктории, изучал рукописи Генделя, хранившиеся в библиотеке Букингемского дворца.
Как поклонник инновационных симфонических поэм Листа, Сен-Санс с энтузиазмом принял данную музыкальную форму; его первой «симфонической поэмой» стала «Прялка Омфалы» (1871), премьера которой состоялась на концерте Национального музыкального общества в январе 1872 года. В том же году, после более десяти лет работы, в Опера-Комик в Париже была поставлена одноактная опера «Жёлтая принцесса». Но она выдержала всего пять представлений.
В ноябре 1875 Сен-Санс по приглашению Русского музыкального общества посещает с концертами Санкт-Петербург, где дирижирует «Пляской смерти» и выступает как пианист. К этому времени относится знакомство Сен-Санса с Н. Рубинштейном и Чайковским. В том же 1875 году Сен-Санс женился. Ему было почти 40 лет, а его невесте девятнадцать. Её звали Мари-Лор Трюффо, она была сестрой одного из учеников композитора. Брак не удался. По словам биографа Сабина Теллер Ратнер, «мать Сен-Санса не одобряла этот брак». У них было двое сыновей, оба из которых умерли в раннем возрасте. В 1878 году старший — Андре, в возрасте двух лет, упал из окна квартиры и погиб. Младший, Жан-Франсуа, умер в больнице от пневмонии в возрасте шести месяцев. Сен-Санс и Мари-Лор продолжали жить вместе в течение трёх лет, но композитор винил Мари в гибели Андре, и это разрушало их брак. В 1881 году Сен-Санс покинул свою жену (официальный развод был оформлен несколько позже), и они больше никогда не виделись.
Для французского композитора XIX века опера рассматривалась как наиболее важный музыкальный жанр. Массне, молодой современник и соперник Сен-Санса, начинает завоёвывать репутацию оперного композитора. Сен-Санса не устраивает неудачная постановка своей одноактной оперы «Жёлтая принцесса», и в 1877 была поставлена его новая опера «Серебряный колокольчик». Либретто Жюля Барбье и Мишеля Карре навеяно легендой о Фаусте. Композитор посвятил оперу меценату Альберу Либону, выделившему Сен-Сансу сто тысяч франков, чтобы тот мог полностью посвятить себя композиции. Опера выдержала восемнадцать представлений. Через три месяца после премьеры оперы Либон умер, и Сен-Санс посвятил ему только что написанный «Реквием», впервые исполненный в 1878.
В декабре 1877 года Сен-Санс упрочил свой успех оперой «Самсон и Далила». Это произведение заняло почётное место в международном оперном репертуаре. Из-за библейской тематики оперы композитор встретил множество препятствий для постановки «Самсона и Далилы» во Франции, и с помощью влияния Ференца Листа премьера прошла в Веймаре. Лишь в 1892 году опера была поставлена в Париже.
Сен-Санс был заядлым путешественником. С 1870-х годов и до конца своей жизни он совершил 179 поездок в 27 стран мира. По профессиональным обязательствам он чаще посещал Германию и Англию, а для отдыха и чтобы избежать парижских зим, которые плохо влияли на его слабую грудь, ездил в Алжир и Египет.

### 1880-е годы
На рубеже 1870―1880-х годов Сен-Санс продолжает работать над новыми сочинениями, среди которых наибольшую известность получила опера «Генрих VIII». В 1881 году его избирают в Академию изящных искусств, а три года спустя он становится офицером Ордена Почётного легиона.
В 1880 году Сен-Санс продолжал искать успеха в оперном театре, что было трудно из-за распространённого мнения в музыкальной среде, что пианист, органист и симфонист не может написать хорошую оперу. В эти годы состоялись две его оперные постановки, первая из которых, «Генрих VIII» (1883), была написана по заказу Парижской оперы. Хотя либретто выбирал не он, Сен-Санс работал с необычным усердием, стремясь убедительно передать атмосферу Англии XVI века. Работа была успешной, и опера часто ставилась при жизни композитора.
В 1886 году Сен-Санс и Бюссин уходят из Национального общества в связи с доминированием в нём приверженцев музыки Вагнера и его методов. В поздние годы жизни у Сен-Санса развилась сильная враждебность по отношению к политическому национализму Вагнера, но не к его музыке.
К 1880 Сен-Санс стал любимым музыкантом у английской публики, которая считала его величайшим французским композитором. По заказу Лондонского филармонического общества в 1886 Сен-Санс создал одно из самых известных своих оркестровых сочинений ― Третью симфонию до минор (также известную как «Симфония с органом»). Премьера прошла в Лондоне, где Сен-Санс участвовал и в качестве дирижёра симфонии, и как солист в Четвёртом Концерте для фортепиано Бетховена под управлением дирижёра Артура Салливана.
В 1887 году композитор написал Каприччио на датские и русские темы, которое он посвятил Марии Фёдоровне, жене российского императора Александра III.
В декабре 1888 года умерла мать Сен-Санса. Он очень сильно переживал потерю, погрузился в депрессию и бессонницу, иногда даже помышляя о самоубийстве. Композитор покинул Париж и остался в Алжире, где находился до мая 1889 года, совершая прогулки и читая, но был не в состоянии ничего сочинять.

### 1890-е годы
За 1890-е годы Сен-Санс провёл много времени на отдыхе, путешествовал за рубежом, сочиняя все меньше и реже, чем раньше. Он написал одну оперу, комедию «Фрина» (1893), которая была хорошо принята публикой. Также композитор создал несколько хоровых и оркестровых произведений, небольших по размерам. Основные концертные пьесы этого десятилетия: фантазия для фортепиано с оркестром «Африка» (1891) и Пятый концерт для фортепиано с оркестром, премьера которого состоялась в 1896 году на концерте по случаю пятидесятой годовщины его дебюта в зале Плейель. Прежде чем играть концерт, он зачитал короткое стихотворение, написанное им для этого события и посвящённое памяти его матери.
Среди концертов, что Сен-Санс предпринял в течение десяти лет, выделяется концерт в Кембридже в июне 1893 года, где также были Брух и Чайковский. Концерт проходил по случаю получения степени почётного доктора Кембриджского университета, которую присвоили всем трём композиторам.

### 1900—1921 годы
В 1900 году Сен-Санс переехал в квартиру на улице Курсель. Там он проживёт все последние годы своей жизни. Композитор продолжает регулярно ездить за границу, но всё чаще и чаще с концертами, а не в качестве туриста. Сен-Санс вновь посещает Лондон, где он всегда был желанным гостем. Затем отправляется в Берлин, где до Первой мировой войны он был встречен с почестями, и после едет в Италию, Испанию, Монако. В 1906 и 1909 годах он провёл весьма успешные гастроли в США как пианист и дирижёр.
В последние годы Сен-Санс придерживался консервативных взглядов. Так, например, он был сильно шокирован после премьеры балета Игоря Стравинского «Весна священная», которая состоялась в 1913. Фактически, как утверждал Стравинский, Сен-Санс не присутствовал на данном событии, но при первом концертном исполнении одной из частей балета в следующем году, Сен-Санс выразил устойчивое мнение, что Стравинский был безумен, сочиняя это произведение.
В 1913 году композитор намеревался дать свой прощальный концерт как пианист и покинуть сцену, но война изменила его планы. Он провёл ещё много концертов в период войны, таким способом собирая деньги для военных благотворительных учреждений.
В ноябре 1921 года Сен-Санс дал сольный концерт в Институте для большой приглашенной аудитории. Присутствующие отметили, что его игра была как никогда яркой и точной, особенно учитывая, что пианисту на тот момент исполнилось уже восемьдесят шесть лет. Через месяц Сен-Санс покинул Париж и отправился в Алжир, чтобы провести там зиму, как он уже давно привык это делать. Композитор умер внезапно от инфаркта 16 декабря 1921 года. Ему было 86 лет. Тело отвезли в Париж, и после официального прощания Камиль Сен-Санс был похоронен на кладбище Монпарнас. Среди провожающих композитора в последний путь были видные политические и художественные деятели Франции, а также его вдова, Мария.

## Музыка
В начале XX века, ещё при жизни композитора, в музыкальном словаре Гроува появилась статья неизвестного автора о Сен-Сансе со следующей оценкой: «Сен-Санс является непревзойдённым мастером композиции, и никто кроме него не знает стольких секретов и приёмов искусства; однако даже сила творческой одарённости композитора не сравнится с его техническим мастерством. Несравненный талант в области оркестровки позволяет ему воплощать идеи, которые в любом другом случае казались бы непродуманными и бездарными… с одной стороны, его музыка не слишком легкомысленна, чтобы, в широком смысле, стать популярной, с другой стороны, она не привлекает слушателя искренностью и теплотой».
Несмотря на то, что Сен-Санс в молодые годы был страстным новатором, он очень хорошо знал музыку старых мастеров. В биографической статье, которая была написана к 80-летнему юбилею композитора, критик Д. С. Паркер отмечал: «Никто из тех, кто знаком с произведениями композитора, не станет отрицать, что Сен-Санс знает музыку Рамо, Баха, Генделя, Гайдна и Моцарта. Его искусство зиждется на любви к музыке великих классиков, общности их творческих воззрений».
В отличие от некоторых современников, Сен-Санса не привлекала идея непрерывного сквозного развития, популяризированная Вагнером. Он предпочитал традиционные формы изложения мелодий. Несмотря на то, что, по словам Ратнера, в музыке Сен-Санса преобладают «гибкие и пластичные мелодии», чаще всего они состоят из 3 или 4 тактов, которые, как правило, «образуют фразу в форме AABB». Редкие проявления неоклассических тенденций в творчестве Сен-Санса — результат изучения им французской музыки эпохи барокко — очень выделяются на фоне той яркой оркестровой музыки, с которой обычно связывается творчество композитора. Гроув отмечает, что произведения Сен-Санса более всего отличаются своеобразной гармонией и ритмами, чем экстравагантной оркестровкой. И в том, и в другом композитор довольствовался похожими приёмами. Он предпочитал простые 2-3-х дольные или сложные размеры (однако Гроув приводит в пример часть Трио для фортепиано, которая написана в размере 5/4, и Полонез для двух фортепиано, сочинённый в размере 7/4). В консерватории Сен-Санс достиг высокого мастерства в области контрапункта, что нашло отражение во многих его произведениях.

### Симфоническая музыка
Авторы справочного издания «The Record Guide» (1955) Эдвард Сэквиль-Вэст и Десмонд Шо-Тэйлор отмечают, что непревзойденная музыкальность Сен-Санса стала определяющим фактором в привлечении внимания французских музыкантов к другим формам музыкального искусства, помимо оперы. В Музыкальном словаре Гроува (2001) Ратнер и Дэниэль Фэллон, анализируя симфоническую музыку композитора, называют не имеющую номера симфонию (ок. 1850) самой яркой из его ранних произведений.
Первая симфония (1853), написанная в чуть более зрелом возрасте, является серьёзным и масштабным произведением, в котором заметно влияние Шумана. Симфония «Град Рима» (1856) лишена достижений прошлых лет композитора в области симфонической музыки и не отличается продуманной оркестровкой, которая кажется «густой и тяжёлой». Ратнер и Фэллон высоко оценивают Вторую симфонию (1859) как прекрасный пример экономного использования средств оркестра и единства композиции; в ней также отразилось высочайшее мастерство Сен-Санса в написании фуг. Самой известной симфонией является Третья (1886), в которой очень значительна партия органа и фортепиано, что редко встречалось в произведениях этого жанра. Она начинается в тональности c-moll и заканчивается в C-dur величественным хоралом. Четыре части симфонии объединены попарно — такой приём Сен-Санс использовал и в других сочинениях, например, в Четвёртом фортепианном концерте (1875) и в Первой сонате для скрипки (1885). В основе Третьей симфонии, посвящённой Листу, лежит повторяющийся мотив, который, как и в произведениях Листа, постоянно преобразуется.
Четыре симфонические поэмы также написаны по типу листовских, однако, как отмечают Сэксвиль-Вэст и Шо-Тэйлор, они лишены той «вульгарной крикливости», которая характерна для некоторых произведений Листа. Самой известной из четырёх является поэма «Пляска смерти» (1874): она
воплощает образ пляшущих в полночь скелетов. Необычное звучание создаётся благодаря искусной гармонизации, а не использованию средств оркестра, хотя большая роль в данной поэме отводится ксилофону: его звучание позволяет представить, как гремят кости мертвецов.
«Прялка Омфалы» была создана вскоре после того, как стихли ужасные события Парижской Коммуны, но благодаря лёгкости музыки и изысканной оркестровке в произведении не чувствуется ни одного намёка на недавно произошедшую трагедию.
Риз считает, что симфоническая поэма «Фаэтон» — это лучший пример данного жанра; он несправедливо критикует Сен-Санса за недостаточное внимание к мелодии, но отмечает, что изображение мифического героя и его судьба производят огромное впечатление. Другой критик, современник композитора, который присутствовал на премьере, выразил иное мнение: он услышал в этой поэме скорее «звук копыт старой клячи, спускающейся с Монмартра», а не галоп разгорячённых коней того греческого мифа, который
послужил основой для создания поэмы. Последняя из четырёх симфонических поэм («Юность Геракла», 1877) была наиболее претенциозной, и поэтому, как предполагает Хардинг, она имеет наименьший успех. По мнению критика Роджера Николса, с появлением этих симфонических произведений с запоминающимися мелодиями, стройностью формы и яркой оркестровкой, «были установлены новые стандарты французской музыки, которые вдохновляли таких молодых современников Сен-Санса,
как Равель».
Сен-Санс сочинил одноактный балет «Жавотта» (1896), музыку к фильму «Убийство Герцога Гиза» (1908) и музыку к десяти пьесам в период с 1850 по 1916 годы. Три из этих партитур были созданы для возрождения постановок пьес Мольера и Расина; в этих произведениях прослеживаются глубокие познания композитора в музыке французского барокко, в частности, он использовал музыкальный материал Люлли и Шарпантье.

### Концерты
Сен-Санс был первым крупным французским композитором, который сочинял концерты для фортепиано. Первый концерт D-dur (1858), созданный в трёхчастной форме, малоизвестен, однако Второй концерт g-moll (1868) является одним из самых популярных произведений композитора. В этом концерте изменению подверглась форма: вместо традиционной сонатной формы первая часть имеет иную, менее стройную композицию и начинается торжественной каденцией. Вторая часть — скерцо и финал составляют такой контраст с первой, что, как говорил пианист Зыгмунт Стоёвский, концерт начинается «в стиле Баха, а заканчивается в стиле Оффенбаха». Третий концерт для фортепиано в E-dur (1869) завершается очень жизнерадостным финалом, хотя двум предыдущим частям свойственен классический стиль с ясной фактурой и элегантными мелодическими линиями.
Четвёртый концерт c-moll (1875) является, вероятно, самым известным после Второго. Он состоит из двух частей, в каждой из которых ещё по две части, однако концерт скреплён таким единением тем, которое не встречалось в предыдущих концертах композитора. Согласно некоторым источникам, именно это произведение так вдохновило Гуно, что он назвал Сен-Санса «французским Бетховеном» (по другим данным, Гуно сказал это после
того, как услышал Третью симфонию). Пятый и последний концерт для фортепиано F-dur написан спустя двадцать лет после Первого. Этот концерт, более известный под названием «Египетский», был создан, когда композитор зимой 1896 года пребывал в Луксоре (мелодию концерта Сен-Санс услышал от нильского лодочника).
Первый концерт для виолончели a- moll (1872) — это серьёзное, хотя и очень оживлённое одночастное произведение с необычно беспокойным началом. В репертуаре виолончелистов данный концерт занимает одно из первых мест; он часто исполнялся Пабло Казальсом и другими музыкантами. Второй концерт d-moll (1902), как и Первый концерт для фортепиано, состоит из двух частей. Этот концерт более виртуозен, в отличие от предыдущего. Сен-Санс писал Форе, что «Второй концерт никогда не станет таким же популярным, как Первый, так как он слишком сложный».
Композитор создал три концерта для скрипки; Первый был написан в 1858, но издан в 1879 вместе со Вторым (C-dur). Первый концерт, завершённый в 1858 году, небольшой по масштабу: единственная его часть состоит из 314 тактов и длится менее четверти часа. Второй концерт, сочинённый в трёхчастной форме, в два раза дольше по времени исполнения и менее популярный из всех трёх: в тематическом каталоге произведений Сен-Санса упоминается лишь три исполнения этого концерта при жизни композитора. Третий концерт h-moll, созданный специально для Пабло де Сарасате, отличается технической сложностью для солиста, несмотря на то, что виртуозные пассажи сменяются небольшими промежутками с характерным пасторальным спокойствием. Данный концерт самый популярный из трёх; однако, вероятно, более известным произведением Сен-Санса для скрипки и оркестра в жанре концерта является Интродукция и рондо каприччиозо a-moll, Op. 28, — одночастное сочинение, созданное, как и Третий концерт для скрипки, для Сарасате в 1863 году. Томительное вступление сменяется грозной главной темой, которую критик Жерар Ларнер назвал слегка зловещей. Он писал: «После наполненной паузами каденции… соло скрипки как будто совершает рывок и, запыхаясь, благополучно добирается до коды, оканчивающейся в A-dur».

### Оперы
Относясь скептически к опыту совместной работы с Полем Дюка для завершения недописанной оперы Э. Гиро «Фредегонда», Сен-Санс написал двенадцать собственных опер, две из которых относятся к жанру «опера комик». При жизни композитора опера «Генри VIII» вошла в репертуарный список театров; однако после его смерти только «Самсон и Далила» часто ставилась на сценах театров, несмотря на то что, по словам Шенберга, «многие специалисты считают оперу „Асканио“ более удачной». Критик Рональд Криктон замечает, что, «несмотря на обширный опыт и мастерство, Сен-Сансу не хватало „театрального нюха“ — понимания специфики предпочтений публики, чем, без сомнения, обладал Массне, хотя Сен-Санс превосходил его в других музыкальных жанрах». В исследовании 2005 года музыковед Стивен Хёбнер, сравнивая двух композиторов, пишет: «Очевидно, что у Сен-Санса, в отличие от Массне, не было времени для создания театральных представлений». Биограф Сен-Санса Джеймс Хардинг, комментируя оперу «Жёлтая принцесса», выражает сожаление о том, что «композитор не предпринял попытку написать больше произведений с простым и весёлым сюжетом»; опера «Жёлтая принцесса», по словам Хардинга, похожа на Салливана «во французском стиле».
Несмотря на то, что многие оперы Сен-Санса так и остались малоизвестными, исследователь его творчества Криктон считает, что они были чрезвычайно важны для истории становления французской оперы, создав «мост между Мейербером и серьёзнейшими операми французских композиторов начала 1890-х». По мнению исследователя, оперные партитуры Сен-Санса обладают теми же сильными и слабыми сторонами, которые присущи всей его музыке: «моцартовская прозрачность, большое внимание к форме, а не содержанию… в определённой степени, эмоциональная сухость; иногда проявляется отсутствие изобретательности, однако его мастерство — на высочайшем уровне». Стиль Сен-Санса складывался на основе опыта других. Влияние Мейербера ощущается в эффектном введении хора в действии оперы; при создании «Генри VIII» композитор использовал музыку эпохи Тюдоров, с которой он познакомился в Лондоне. В «Жёлтой принцессе» Сен-Санс применил пентатонику, а у Вагнера он заимствовал использование лейтмотивов. Хёбнер отмечает, что «Сен-Санс, в отличие от Массне, был более традиционен в искусстве композиции: он предпочитал классические формы арий и ансамблей, без особых изменений темпа в рамках отдельных номеров». Проводя исследование оперного творчества, Алан Блит обратил внимание, что Сен-Санс, «безусловно, многому научился у Генделя, Глюка, Берлиоза, много почерпнул из „Аиды“ Верди, испытывал влияние Вагнера, однако, изучая опыт своих предшественников и современников, он создал свой собственный стиль».

### Другие вокальные произведения
Начиная с шестилетнего возраста и вплоть до конца своих дней, Сен-Санс сочинял песни в жанре mélodies. За всю жизнь он сочинил более 140 песен. Он считал эти произведения типичными, исключительно французскими песнями, отрицая какое-либо влияние Шуберта или других немецких авторов Lieder. В отличие от своего протеже Форе и от соперника Массне, он не увлекался созданием песенных циклов, сочинив за свою жизнь только два: «Mélodies persanes» («Персидские песни», 1870) и «Le Cendre rouge» («Красный ясень», 1914, посвящён Форе). Чаще всего Сен-Санс писал песни на стихи Виктора Гюго, но есть песни и на стихи других поэтов: Альфонса де Ламартина и Пьера Корнеля. Текст для 8 песен сочинён самим композитором (среди прочих талантов, Сен-Санс обладал и поэтическим даром).
Он очень щепетильно относился к каждому слову. Лили Буланже Сен-Санс говорил, что для того, чтобы создать хорошие песни, одного музыкального таланта недостаточно: «Ты должна прекрасно знать французский язык — это просто необходимо». Большая часть песен созданы для голоса и фортепиано, некоторые — «Le lever du soleil sur le Nil» («Рассвет над Нилом», 1898) и «Hymne à la paix» («Гимн миру», 1919) — написаны для голоса и оркестра. Манера изложения и выбранный поэтический текст, по большей части, имеют традиционную форму, что отличает их от свободной поэзии и менее структурированных форм позднего поколения французских композиторов, например, Дебюсси.
Сен-Санс сочинил более 60 произведений хоровой духовной музыки: мотеты, мессы, оратории и пр. Самыми масштабными являются: «Реквием» (1878) и оратории — «Le déluge» («Потоп») и The Promised Land («Земля обетованная», 1913 года, на текст Германа Кляйна). Он с достоинством говорил о сотрудничестве с британскими хорами: «Мне приятно, что на родине оратории мою музыку оценивают par excellence». Сен-Санс также написал несколько светских хоров, хоров а капелла, а также с сопровождением фортепиано и оркестра. В данном жанре Сен-Санс опирался на традиции, считая образцовыми хоровые произведения Генделя, Мендельсона и прочих мастеров прошлого. Это, по мнению Кляйна, не отвечало требованиям времени, а хорошие знания Сен-Санса о жанре оратории только воспрепятствовали его успеху в написании собственных сочинений.

### Произведения для фортепиано и органа
Говоря о фортепианной музыке, Николс обращает внимание на тот факт, что хотя Сен-Санс создавал сочинения для фортепиано всю свою жизнь, «данная область его творчества имела неизмеримо малое влияние». Хотя Сен-Санса называли «французским Бетховеном», а его Вариации на тему Бетховена (1874) — самое обширное произведение для фортепиано, он не превзошёл своего предшественника в сочинении сонат для этого инструмента. Нет сведений, что Сен-Санс когда-либо намеревался сочинять сонаты для фортепиано. Он выпустил сборник багателей (1855), этюдов (1 — в 1899, 2 — в 1912) и фуг (1920), но в целом, его произведения для фортепиано представляют собой отдельные, небольшие произведения. Помимо произведений, которые сочинены в таких известных формах, как песня без слов (1871), мазурка (1862, 1871 и 1882), ставших известными благодаря, соответственно, Мендельсону и Шопену, Сен-Санс сочинял пьесы-картинки: «Вечерние колокола» (1889) .
Сен-Санс писал также для органа: 10 пьес (преимущественно концертных), в том числе два сборника прелюдий и фуг (1894 и 1898). Некоторые из ранних произведений были написаны как для фисгармонии, так и для органа, а несколько — только для органа.

### Камерная музыка
Начиная с 1840-х и до конца своих дней, Сен-Санс создал более 40 произведений камерной музыки. Одной из первых крупных работ в этом жанре стал Квинтет для фортепиано (1855). Это довольно смелое произведение в традиционной форме, с подвижными первой и последней частью и двумя медленными темами в центральной части: одна написана в форме хорала, а другая — весьма протяжная. Септет (1880) для необычного состава — трубы, двух скрипок, альта, виолончели, контрабаса и фортепиано — сочинён в неоклассическом стиле, близком к французским танцевальным формам XVII века. Во время создания септета Сен-Санс занимался подготовкой издания произведений композиторов эпохи барокко, а именно: Рамо и Люлли.
Как полагает Ратнер, среди камерных произведений Сен-Санса наиболее значимыми являются сонаты: две для скрипки, две для виолончели, и по одной для гобоя, кларнета и фагота — все в сопровождении фортепиано. Первая соната для скрипки датируется 1885 годом, и в статье Словаря Гроува она названа «самым лучшим сочинением, в котором наиболее ярко проявляется композиторский стиль» Второй сонатой (1896) обозначено стилистическое изменение в творчестве Сен-Санса: звучание фортепиано отличается легкостью и ясностью — чертами, которые впоследствии стали неотъемлемыми для его творчества. Первая соната для виолончели (1872) написана после смерти двоюродной бабушки композитора; именно она более тридцати лет назад обучала его игре на фортепиано. Это сочинение отличается серьёзностью; главный мелодический материал исполняется виолончелью на фоне виртуозного аккомпанемента фортепиано. Форе считал эту сонату самой значительной из существующих. Вторая соната (1905) состоит из четырёх частей; интересно, что тема с вариациями представлена во второй части — скерцо.
Среди поздних работ — сонаты для деревянных духовых инструментов. Ратнер описывает их так: «Умеренные, пробуждающие воспоминания классические линии, хорошо запоминающиеся мелодии, а также невероятно стройные формы, явно предвещающие скорое появление неоклассического стиля». Исследователь Гальва утверждает, что Соната для гобоя начинается как обычная классическая соната — с темой в темпе andantino; последующие части богато украшены яркими гармоническими средствами, а финал в molto allegro преисполнен деликатности, юмора и очарования, которые столь характерны для тарантеллы. Гальва считает, что самой значимой из трёх является Соната для кларнета, которая представляет собой «шедевр, воплотивший в себе озорство, элегантность и, в умеренной степени, лиричность»; это, по его мнению, квинтэссенция всей остальной музыки композитора. В данном произведении создается контраст между «трагичной погребальной песней» в медленной части и «пируэтами на 4/4» в финале, что напоминает музыку XVIII века. Гальва также считает Сонату для фагота «образцом прозрачности, энергичности и легкости», хотя она не лишена юмора, также как и моментов размышления.
Самое известное произведение Сен-Санса — «Карнавал животных» (1887), хоть и выходит за рамки жанра камерной музыки, сочинено для состава из 11 музыкантов, и в Словаре Гроува оно относится к камерному творчеству композитора. В статье говорится, что «Карнавал» является «самым блестящим произведением комического характера, в котором можно услышать пародию на Оффенбаха, Берлиоза, Мендельсона, Россини, „Пляску смерти“ самого Сен-Санса, а также пародию на другую известную музыку». Сам Сен-Санс запретил исполнять это произведение при жизни, опасаясь, что фривольность сочинения нанесёт ущерб его репутации серьёзного композитора.

### Записи
Сен-Санс одним из первых стал принимать участие в записях музыки. В июне 1904 лондонская компания «Граммофон» поручила режиссёру Фреду Гэсбергу отправиться в Париж для осуществления записи арий из опер «Асканио» и «Самсон и Далила» с меццо-сопрано Мейриан Хеглон и самим композитором в качестве аккомпаниатора. Помимо этого Сен-Санс исполнил собственную фортепианную музыку, а именно, некоторые части из Второго концерта для фортепиано (без оркестра). Новые записи были сделаны в
1919 году.
В самом начале работы звукозаписывающей компании «LP record» музыка Сен-Санса была частично записана на пластинке. В справочном издании, посвящённом музыкальным записям, «The Record Guide», упоминаются отдельные записи Третьей симфонии, Второго концерта для фортепиано, «Карнавала животных», Интродукции и Рондо каприччиозо, а также других небольших симфонических произведений. В конце XX — начале XXI веков было выпущено множество других пластинок — а позже CD и DVD записей — различных сочинений Сен-Санса. Издание, ежегодно составляющее списки и рейтинги существующих записей классической музыки, «Penguin Guide to Recorded Classical Music», в 2008 году опубликовало 10-страничный список произведений Сен-Санса, в числе которых имеются концерты, симфонии, симфонические поэмы, сонаты и квартеты. Кроме того, в нём также присутствует Месса, собрание органной и хоровой музыки. В 1997 году было записано двадцать семь французских песен Сен-Санса.
Помимо оперы «Самсон и Далила», другие произведения этого жанра упоминаются крайне редко. Запись оперы «Генрих VIII» вышла в свет на CD и DVD в 1992 году. В 2008 на CD была записана опера «Елена». Записи оперы «Самсон и Далила» были осуществлены под руководством таких дирижёров, как Колин Дэвис, Жорж Претр, Даниэль Баренбойм и Мён-Хун Чон.

### Награды и репутация
Сен-Санс получил звание Кавалера Почётного легиона в 1867 году, в 1884 — звание Офицера, а в 1913 — орден Почётного легиона 1-й степени. Из зарубежных наград: Орден Королевы Виктории (1902), а также звание почётного доктора университетов Кембриджа (1892) и Оксфорда (1907).
В некрологе газеты «The Times» было опубликовано: «Смерть Сен-Санса лишила Францию не только одного из самых выдающихся композиторов: из жизни ушел один из последних представителей величайших изменений в мире музыки, характерных для 19 столетия. Он обладал огромной жизненной силой и ни на шаг не отставал от времени. И хотя о нём принято говорить как о представителе самого старшего и уважаемого поколения французских композиторов, совершенно очевидно, что обращать внимание на место, которое он занимал в хронологии музыкального искусства, не имеет смысла. Он был лишь на два года моложе Брамса, на пять лет старше Чайковского, на шесть лет старше Дворжака и на семь лет старше, чем Салливан. В своей родной стране он совершил такой вклад в некоторые жанры музыкального искусства, который можно смело сравнивать с достижениями вышеупомянутых композиторов на их родине».
В небольшом стихотворении «Mea culpa», опубликованном в 1890 году, Сен-Санс обличал в себе упадничество, радуясь непомерному энтузиазму молодых музыкантов, и сожалея, что он лишён этой черты. В 1910 году английский исследователь выразил свое мнение по поводу этого стихотворения: «Он сочувствует молодёжи в их стремлении двигаться вперед, поскольку он не забыл, как сам в молодые годы был поборником прогрессивных идеалов своего времени». Сен-Санс пытался найти баланс между новым и традиционным, но это стремление двойственно оценивалось современниками. Через несколько дней после смерти музыкальный критик Генри Коллз написал: «В желании Сен-Санса поддерживать „идеальное равновесие“ очевидна ограниченность композитора, который творил для удовлетворения потребностей среднестатистического слушателя. Очень редко — или никогда — композитор идёт на какой-либо риск; он никогда, скажем так, не дает волю эмоциям, хотя все его современники — великие композиторы — часто рисковали подобным образом. Брамс, Чайковский — и даже Франк — были готовы на любые жертвы для конечной цели, которую они хотели достичь, готовы были утонуть, если нужно, чтобы добраться до этой цели. Однако Сен-Санс, сохраняя это равновесие, сохраняет и равновесие своих слушателей».
В конце статьи о Сен-Сансе в Словаре Гроува делается вывод о том, что, несмотря на общность всех его сочинений, «нельзя сказать, что композитор выработал собственный, неповторимый музыкальный стиль. Вернее сказать, он был хранителем французских традиций, которые находились под угрозой поглощения идеями Вагнера, и создал ту необходимую среду, в которой появились его преемники».
После смерти Сен-Санса исследователи, с симпатией относящиеся к творчеству композитора, выражают сожаление о том, что Сен-Санс известен широкой публике очень небольшим количеством сочинений, таких как: «Карнавал животных», Второй концерт для фортепиано, Симфония с органом, «Самсон и Далила», «Пляска смерти», а также Интродукция и рондо-каприччиозо. Николас обращает внимание, что такие шедевры, как «Реквием», «Рождественская оратория», балет «Жавотта», фортепианный квартет, септет для трубы, фортепиано и струнных, а также Первая соната для скрипки редко исполняются. В 2004 году виолончелист Стивен Иссерлиз сказал следующее: «Сен-Санс — один из тех композиторов, в честь которых необходимо проводить фестивали… У него несколько месс, каждая из которых по-своему интересна. Я сыграл все его произведения для виолончели, и могу сказать, что все они замечательны. Его сочинения приносят только пользу. Да и сама личность композитора всегда вызывает восхищение».

## Основные сочинения

### Оперы
- «Жёлтая принцесса» (1872), op. 30;
- «Серебряный колокольчик» (1877; вторая редакция — 1913);
- «Самсон и Далила» (1877), op. 47;
- «Этьен Марсель» (1879);
- «Генрих VIII» (1883);
- «Прозерпина» (1887);
- «Асканио» (1890);
- «Фринея» (1893);
- «Фредегонда» (1895; окончил и оркестровал оперу Эрнеста Гиро);
- «Варвары» (1901);
- «Елена» (1904; одноактная);
- «Предок» (1906);
- «Деянира» (1911).

### Вокально-симфонические и хоровые произведения
- Месса для четырёх солистов, хора, органа и оркестра, op. 4;
- «Сцены Горация», op. 10;
- Рождественская оратория, op. 12;
- «Свадьба Прометея», op. 19;
- «Персидская ночь» для солистов, хора и оркестра, op. 26-бис;
- 18-й псалм, op. 42;
- Оратория «Потоп» op. 45;
- Реквием, op. 54;
- «Лира и арфа» (по поэме Виктора Гюго) для солистов, хора и оркестра, op. 57 (1879);
- «Ночной покой» для хора, op. 68 № 1;
- «Ночь» для сопрано, женского хора и оркестра, op. 114;
- Кантата «Небесный огонь» (текст Армана Сильвестра) для сопрано, хора, оркестра, органа и чтеца, op. 115;
- «Лола». Драматические сцены для солистов и оркестра по поэме Стефана Бордеза, op. 116: Прелюдия, Мечта, Соловей, Танго, Заключение;
- «Шаги в аллее» для хора, op. 141 № 1;
- Ave Maria для хора и органа, op. 145;
- Оратория «Земля обетованная» (1913).

### Сочинения для оркестра
- Симфония № 1 Es-dur, op. 2;
- Симфония № 2 a-moll, op. 55;
- Симфония № 3 c-moll (с органом), ор. 78 (1886);

Симфонические поэмы
- «Прялка Омфалы», ор. 31 (1869);
- «Фаэтон», ор. 39;
- «Пляска смерти» («Danse macabre»), для облигатной скрипки с оркестром, по поэме Анри Казалиса, ор. 40;
- «Юность Геракла», ор. 50;
- «Вера», три симфонические картины, ор. 130;
- Первая и Третья рапсодии на темы бретонских народных песен, ор. 7-бис;
- Музыка к спектаклю «Андромаха» (1903);
- Музыка к кинофильму «Убийство герцога Гиза», ор. 128 (1908).

Концерты
- Концерты для фортепиано с оркестром
  - № 1 ре мажор, Op. 17;
  - № 2 соль минор, Op. 22;
  - № 3 ми бемоль мажор, Op. 29;
  - № 4 до минор, Op. 44;
  - № 5 фа мажор, Op. 103 «Египетский»;
- Концерты для скрипки с оркестром
  - № 1 ля мажор, Op. 20;
  - № 2 до мажор, Op. 58;
  - № 3 си минор, Op. 61;
- Концерты для виолончели с оркестром
  - № 1 ля минор, Op. 33;
  - № 2 ре минор, Op. 119;
- Концертная пьеса для валторны с оркестром, фа минор, Op. 94.

Другие сочинения для солирующих инструментов и оркестра
- Овернская рапсодия для фортепиано с оркестром, ор. 73 (1884);
- Вальс-каприс для фортепиано с оркестром «Свадебный пирог», ор. 76;
- Фантазия «Африка» для фортепиано с оркестром, ор. 89;
- Интродукция и рондо каприччиозо для скрипки с оркестром, ор. 28;
- Концертная пьеса для скрипки с оркестром, ор. 67;
- Хаванез для скрипки с оркестром, ор. 83;
- Андалузский каприс для скрипки с оркестром, ор. 122;
- Сюита для виолончели и оркестра, ор. 16-бис;
- Аллегро аппассионато для виолончели с оркестром, ор. 43;
- «Муза и Поэт» для скрипки и виолончели с оркестром, ор. 132;
- Романс для флейты с оркестром, ор. 37;
- «Оделетта» для флейты с оркестром, ор. 162;
- Тарантелла для флейты и кларнета с оркестром, ор. 6;
- Концертштюк для валторны с оркестром f-moll, ор. 94;
- Концертная пьеса для арфы с оркестром, ор. 154.

### Камерные сочинения
- «Карнавал животных» для камерного ансамбля
- Два фортепианных трио
- Два струнных квартета
- Фортепианный квартет
- Фортепианный квинтет
- Каприс на темы датских и русских песен для флейты, гобоя, кларнета и фортепиано, ор. 79;
- Септет для трубы, струнного квинтета и фортепиано, ор. 65;
- Две сонаты для скрипки и фортепиано;
- Колыбельная для скрипки и фортепиано, ор. 38;
- Триптих для скрипки и фортепиано, ор. 136;
- Две элегии для скрипки и фортепиано, ор. 143 и ор. 160;
- «Ария часов с маятником» для скрипки и фортепиано;
- Фантазия для скрипки и арфы, ор. 124;
- Две сонаты для виолончели и фортепиано;
- Сюита для виолончели и фортепиано, ор. 16 (существует и в оркестровой версии);
- Аллегро аппассионато для виолончели и фортепиано, ор. 43 (существует и в оркестровой версии);
- Романс для виолончели и фортепиано, ор. 51;
- Сафическая песнь для виолончели и фортепиано, ор. 91;
- Соната для гобоя и ф-п. (ор.166);
- Соната для кларнета и ф-п. (ор. 167);
- Соната для фагота и ф-п. (ор. 168).
- Многочисленные сочинения для фортепиано соло
- Сочинения для органа